# Ekounou
Ekounou est un quartier situé dans la commune d'arrondissement de Yaoundé IV dans la communauté urbaine de Yaoundé. Il est situé à l'est de la capitale Yaoundé.

## Administration
Il est découpé en cinq secteurs. Les données démographiques sont celles du recensement général de la population et de l'habitat (3e RGPH) de 2005.
- Ekounou I : 11 674 habitants
- Ekounou II-Nord : 10 954 habitants
- Ekounou II-Sud : 17 578 habitants
- Ekounou III (Ayéné) : 8 916 habitants
- Ekounou IV : 4 646 habitants.

## Historique
À l'époque[Quand ?], le quartier Ekounou  était appelé Mvog Belinga, nom d'un clan Bene. L'histoire rapporte que ce clan surgit à la suite d'un litige dans une famille entre deux frères ewondo et le cadet prenait les nouvelles de son frère aîné à chaque traversée de la route.

## Éducation et santé

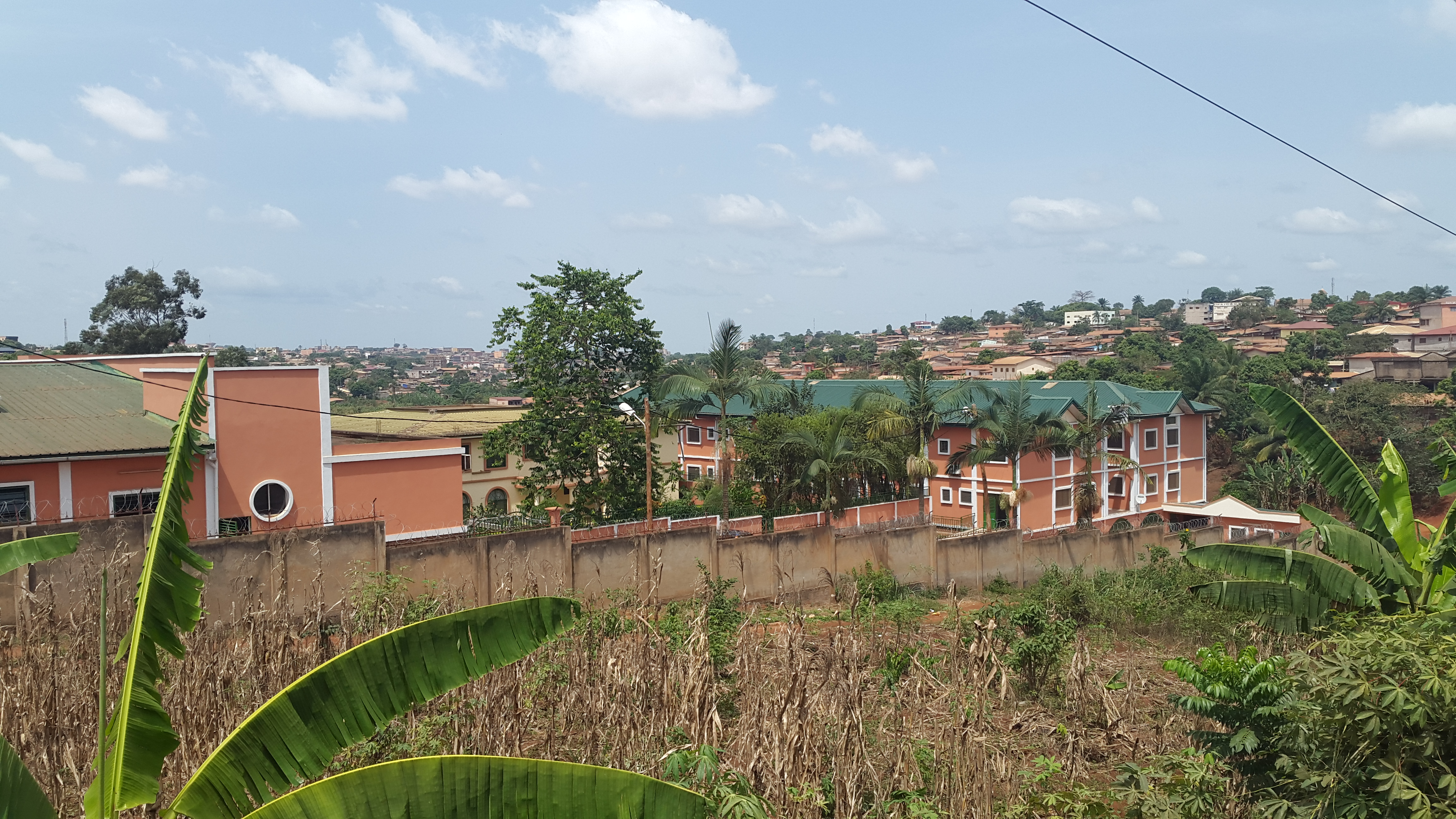
Centre de santé Nicolas Barre.

Ekounou abrite un lycée bilingue et le centre de santé catholique Nicolas Barre.

## Activités économiques
En avril 2022, le marché d'Ekounou, qui bénéficiait d'une certaine notoriété avec ses quelque 1 500 commerçants, a été rasé par les engins de la mairie d'arrondissement de Yaoundé IV. L'aménagement d'un nouveau site est en projet à proximité du Palais de Justice d'Ekounou.

Marché d'Ekounou en 2016.
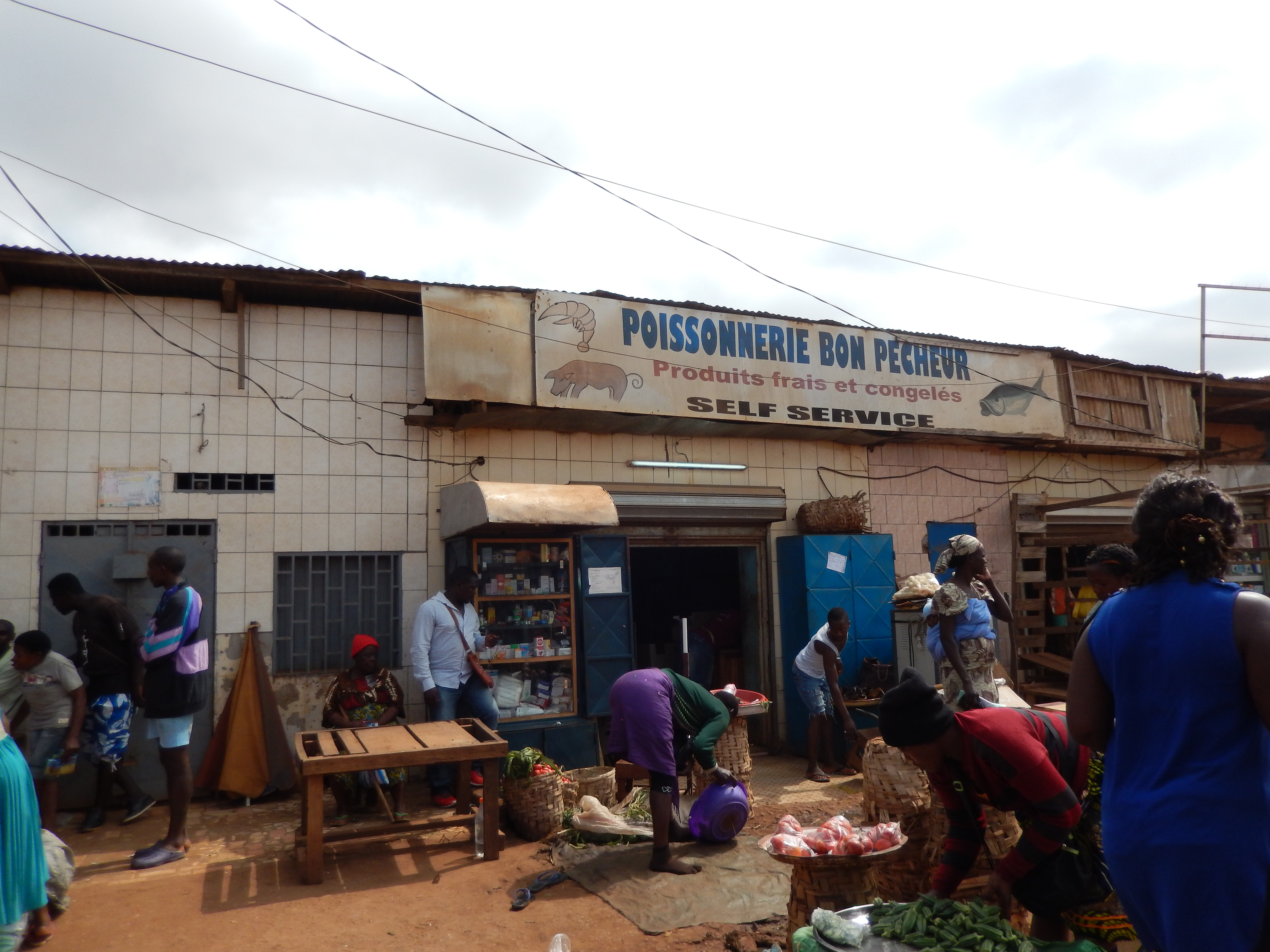
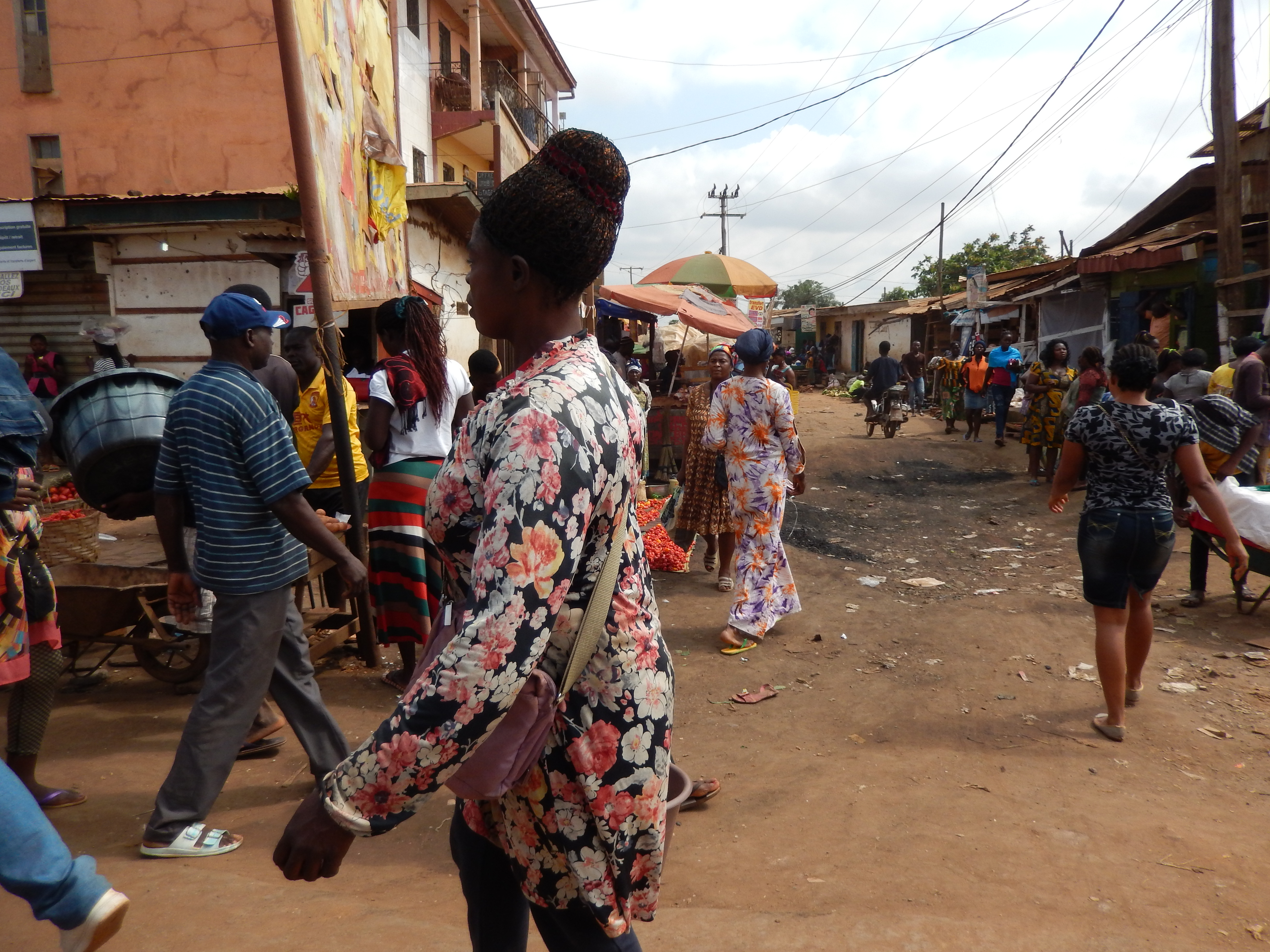